# Heimiomyces atrofulvus
Heimiomyces atrofulvus är en svampart som först beskrevs av G. Stev., och fick sitt nu gällande namn av E. Horak 1971. Heimiomyces atrofulvus ingår i släktet Heimiomyces och familjen Mycenaceae.   Inga underarter finns listade i Catalogue of Life.